# Emilián Mučedník
Svatý Emilián Mučedník byl lékař umučený za pronásledování arianů vandalským králem Hunerichem. Roku 484 byl stažen za živa z kůže.
Jeho svátek se slaví 6. prosince.